# گودو (فیلم ۱۹۹۵)
گودو (هندی: गुड्डु) فیلمی هندی در سبک ملودرام است که در سال ۱۹۹۵ منتشر شد. از بازیگران آن می‌توان به شاهرخ خان و مانیشا کویرالا اشاره کرد.